# Oiejdea
Oiejdea (węg. Vajasd) – wieś w Rumunii, w okręgu Alba, w gminie Galda de Jos. W 2011 roku liczyła 806 mieszkańców.